# SN 2007cl
SN 2007cl – supernowa typu Ic odkryta 23 maja 2007 roku w galaktyce NGC 6479. W momencie odkrycia miała maksymalną jasność 17,60m.